# Wally Gator
Wally Gator, noto anche come Vita allo zoo, è una serie televisiva a cartoni animati ideata e prodotta dalla Hanna-Barbera dal 1962 al 1964.
Nell'edizione originale era uno dei tre episodi del programma The New Hanna-Barbera Cartoon Series assieme a Luca Tortuga e I due masnadieri.
La serie è stata trasmessa per la prima volta negli Stati Uniti in syndication dal 3 settembre 1962 al 30 agosto 1963, per un totale di 52 episodi ripartiti su una stagione. In Italia è stata trasmessa sul Programma Nazionale, all'interno del programma Giramondo della TV dei ragazzi, dal 18 settembre 1964.

## Trama
(Intro in tutti gli episodi)
Il cartone narra le avventure dell’allegro alligatore Wally Gator, ospite dello zoo cittadino. Il guardiano dello zoo è Mr. Twiddle, il quale cerca di tenere sotto controllo Wally perché è molto curioso (difatti ama scappare per visitare il mondo esterno). In tutti gli episodi, dopo varie vicende, finisce sempre per ritornare allo zoo.

## Personaggi
- Wally Gator

Doppiato da: Daws Butler (ed. originale), Mario Bardella (ed. italiana, 1ª voce), Gioacchino Maniscalco (ed. italiana, 2ª voce)
- Mr. Twiddle

Doppiato da: Don Messick (ed. originale)

## Analisi
Lo storico dell'animazione Christopher P. Lehman ha notato che Wally Gator segue la formula che Hanna-Barbera ha stabilito nella serie precedente, come la serie Arriva Yoghi. L'allestimento in cui di questi spettacoli collocava un personaggio animale all'interno di un ambiente controllato dall'uomo e faceva sì che questi personaggi affrontassero i confini sociali posti e imposti dagli umani.
Un esempio è l'orso Yoghi il quale vive in un parco sotto il controllo di un ranger; Wally vive in uno zoo sotto la supervisione di un guardiano. Il tema che guida la serie è il desiderio di Wally di fuggire dallo zoo, un derivato della serie Top Cat, in cui il personaggio titolare continua a cercare di allontanarsi dalla vita nel vicolo.
Lehman nota un tema di fondo piuttosto deprimente: lo zoo e la vita in cattività sembrano essere il posto giusto per Wally. Non importa quanto si sforza di adattarsi alla società del mondo esterno, Wally rimane un "Altro" ed è destinato a fallire. Lo status quo segue ogni tentativo di cambiamento fallito.

## Episodi
| nº | Titolo originale        | Titolo italiano            | Prima TV USA      | Prima TV Italia   |
| -- | ----------------------- | -------------------------- | ----------------- | ----------------- |
| 1  | Droopy Dragon           | Un drago poco eroico       | 3 settembre 1962  | 1969              |
| 2  | Gator-Napper            | I ladri ignoranti          | 10 settembre 1962 | 1969              |
| 3  | Swamp Fever             | Cercasi compagnia          | 17 settembre 1962 | 1969              |
| 4  | White Tie and Frails    | Un ballo in maschera       | 24 settembre 1962 | 1969              |
| 5  | Escape Artist           | Il re delle fughe          | 1º ottobre 1962   | 1969              |
| 6  | California or Bust      | California o morte         | 8 ottobre 1962    | 1969              |
| 7  | Frame and Fortune       | Un colpo di fortuna        | 15 ottobre 1962   | 1969              |
| 8  | Tantalizin' Turnips     | Le rape tentatrici         | 22 ottobre 1962   | 1969              |
| 9  | Over the Fence is Out   | Libero oltre il cancello   | 29 ottobre 1962   | 1969              |
| 10 | Bear with Me            | Io e l'orso                | 5 novembre 1962   | 18 settembre 1964 |
| 11 | Outside Looking In      | Attenti al cane            | 12 novembre 1962  | 25 settembre 1964 |
| 12 | Bachelor Buttons        | Beati gli scapoli          | 19 novembre 1962  |                   |
| 13 | Which is Which Witch    | Nella pentola della strega | 26 novembre 1962  |                   |
| 14 | Pen-Striped Suit        | Wally e l'abito a righe    | 3 dicembre 1962   | 24 novembre 1964  |
| 15 | Ship-Shape Escape       | Il marinaio Wally          | 10 dicembre 1962  | 17 novembre 1964  |
| 16 | Semi Seminole           | Un seminole e mezzo        | 17 dicembre 1962  |                   |
| 17 | Little Red Riding Gator | Coccopuccetto Rosso        | 24 dicembre 1962  |                   |
| 18 | Ice Cube Boob           | Il mostro preistorico      | 31 dicembre 1962  | 3 novembre 1964   |
| 19 | The Forest's Prime Evil | Il ragazzo della giungla   | 7 gennaio 1963    | 10 novembre 1964  |
| 20 | Snooper Snowzer         | Liuto, cane da fiuto       | 14 gennaio 1963   | 2 ottobre 1964    |
| 21 | Unconscious Conscience  | Cocco bene cocco male      | 21 gennaio 1963   |                   |
| 22 | Gator-Baiter            | Cocco robot                | 28 gennaio 1963   |                   |
| 23 | False Alarm             | Richino, spione canterino  | 4 febbraio 1963   | 9 ottobre 1964    |
| 24 | Phantom Alligator       | L'alligatore fantasma      | 11 febbraio 1963  |                   |
| 25 | Puddle Hopper           | Wally e lo scooter         | 18 febbraio 1963  | 1º dicembre 1964  |
| 26 | Baby Chase              | Il piccolo gorilla         | 25 febbraio 1963  | 27 ottobre 1964   |
| 27 | Gosh Zilla              | Cocco Kong                 | 4 marzo 1963      |                   |
| 28 | Camera Shy Guy          | Cine panico                | 11 marzo 1963     |                   |
| 29 | Rebel Rabble            | La bella del sud           | 18 marzo 1963     |                   |
| 30 | No More Mower           | Per caso anzi no           | 25 marzo 1963     |                   |
| 31 | Knight Nut              | Cavalleria vattene via     | 1º aprile 1963    |                   |
| 32 | Ape Scrape              | La scimmiotta fugge        | 8 aprile 1963     |                   |
| 33 | Gator-Imitator          | Wally, pericolo pubblico   | 15 aprile 1963    |                   |
| 34 | Safe at Home            | Il grande lanciatore       | 22 aprile 1963    |                   |
| 35 | Balloon Buffoon         | A zonzo in pallone         | 29 aprile 1963    |                   |
| 36 | Rassle Dazzle           | Dimagrimento a vista       | 6 maggio 1963     |                   |
| 37 | Sea Sick Pals           | Una crociera tranquilla    | 13 maggio 1963    |                   |
| 38 | Accidently on Purpose   | La macchina infernale      | 20 maggio 1963    |                   |
| 39 | Whistle Stopper         | Il diabolico fischietto    | 27 maggio 1963    |                   |
| 40 | Birthday Grievings      | I guai dei compleanni      | 3 giugno 1963     |                   |
| 41 | Medicine Avenu          | Nel tunnel delle medicine  | 10 giugno 1963    |                   |
| 42 | Marshall Wally          | Wally sceriffo             | 17 giugno 1963    |                   |
| 43 | One Round Trip          | La Terra è rotonda         | 24 giugno 1963    |                   |
| 44 | Gopher Broke            | Il rodi tutto              | 1º luglio 1963    |                   |
| 45 | Gladiator Gator         | L'alligatore gladiatore    | 8 luglio 1963     |                   |
| 46 | Bubble Trouble          | Bolle e balle              | 15 luglio 1963    |                   |
| 47 | Ice Charades            | Sport invernali            | 22 luglio 1963    |                   |
| 48 | Creature Feature        | Il mostro                  | 29 luglio 1963    |                   |
| 49 | Squatter's Rights       | L'usurpatore               | 5 agosto 1963     |                   |
| 50 | The Big Drip            | Un maestro di idraulico    | 12 agosto 1963    |                   |
| 51 | Gourmet Gator           | Un pranzo raffinato        | 19 agosto 1963    |                   |
| 52 | Carpet Bragger          | Messo al tappeto           | 26 agosto 1963    |                   |